# Adolf Hoelgletsjer
De Adolf Hoelgletsjer is een gletsjer in Nationaal park Noordoost-Groenland in het oosten van Groenland. 
De gletsjer is vernoemd naar geoloog Adolf Hoel.

## Geografie
De gletsjer is noordoost-zuidwest georiënteerd en heeft een lengte van meer dan 45 kilometer.
Ten noorden van de gletsjer ligt de Eyvind Fjeldgletsjer, in het oosten de Nunatakgletsjer en in het zuiden ligt Andréeland.